# Samijło Pidhirski
Samijło Maksymowycz Pidhirski ukr. Самі́йло Максимович Підгірський, Samuel Podhorski (ur. 20 września 1888 w Lubitowie, zm. 5 sierpnia 1944 w Kijowie) – ukraiński prawnik, członek Ukraińskiej Centralnej Rady, działacz społeczny na Wołyniu, poseł na Sejm I kadencji, adwokat w Kowlu.

## Życiorys
W 1914 ukończył prawo na Uniwersytecie w Petersburgu.  Po ukończeniu studiów pracował w Kijowie, gdzie organizował Towarzystwo Adwokatów Ukraińskich, następnie w Żytomierzu. Po rewolucji lutowej i obaleniu caratu w 1917 członek Ukraińskiej Centralnej Rady. W 1921 powrócił do Lubińca, aresztowany, spędził w więzieniu cztery miesiące. Otworzył kancelarię adwokacką w Łucku. Redaktor pierwszych ukraińskich gazet na Wołyniu: "Hromadianyn" (1917), "Wołynśka Gazeta" (1918-19), "Hromada" (1920), "Naszo Żyttie". W 1922 członek Centralnego Komitetu Wyborczego Bloku Mniejszości Narodowych. W wyborach parlamentarnych 1922 uzyskał mandat poselski z listy nr 16 (Blok Mniejszości Narodowych RP) w okręgu wyborczym nr 57 (Łuck).
Od 1924 przywódca Ukraińskiej Partii Pracy Narodowej. Obrońca w procesach politycznych. 13 lipca 1930 uzyskał mandat w wyborach uzupełniających do Sejmu II kadencji z listy nr 18 (Blok Mniejszości Narodowych) w okręgu wyborczego nr 58 (Krzemieniec), nie złożył ślubowania wskutek przedterminowego rozwiązania Sejmu. Po 1929 prowadził kancelarię adwokacką w Kowlu. Członek Ukraińskiego Zjednoczenia Narodowo-Demokratycznego (UNDO).
Po agresji ZSRR na Polskę, w czasie okupacji sowieckiej wyjechał z Kowla, ukrywał się. Po ataku Niemiec na ZSRR powrócił do Kowla. W 1943 jego żona Ołeksandra została aresztowana przez Gestapo i rozstrzelana. Po ponownym zajęciu Kowla przez Armię Czerwoną 15 kwietnia 1944 aresztowany przez kowelski rejonowy oddział NKWD obwodu wołyńskiego, oskarżony z art. 54-1a, 54-2, 54-11 KK USRR, 15 maja 1944 przeniesiony do więzienia nr 1 w Kijowie, gdzie zmarł.